# Franz Joseph von Brenken
Freiherr Franz Joseph von und zu Brenken (* 5. Juni 1757 in Brenken auf Schloss Erpernburg; † 5. Juni 1832 ebenda) war ein deutscher Rittergutsbesitzer aus dem westfälischen Adelsgeschlecht Brenken und Politiker.
Von Brenken war der Sohn des Kurfürstlich Kölnischen Kammerherren Friedrich Wilhelm Freiherr von und zu Brenken (1716–1761) und dessen Ehefrau Franziska Wilhelmine geborene von Schorlemer-Herringhausen (1725–1815). Er war katholischer Konfession und heiratete 1789 Sophie Eleonore Freiin von Wolff Metternich (1768–1848). Einziges Kind war Friedrich Carl von und zu Brenken.
Von Brenken war Fideikommissherr auf Erpernburg und Wewer. 1811 erwarb er Gut Holthausen. 1792 wurde er Mitglied der Landstände des Hochstifts Paderborn und 1794 Mitglied des Landtags des Herzogtums Westfalen. In der Franzosenzeit war er von 1808 bis 1813 Maire (Bürgermeister) der Gemeinde Brenken und vom 2. Juni 1808 bis zum 26. Oktober 1813 Mitglied der Reichsstände des Königreichs Westphalen für den Stand der Grundeigentümer im Fulda-Departement.